# Cepora ethel
Cepora ethel is een vlindersoort uit de familie van de Pieridae (witjes), onderfamilie Pierinae.
Cepora ethel werd in 1891 beschreven door Doherty.